# ガールズ (2000年の映画)
『ガールズ』（原題：The Girl）は、2000年製作のアメリカ・フランス合作映画。日本では劇場未公開。

## キャスト
- クレール・ケーム
- アガス・ドゥ・ラ・ブレイ（英語版）
- サンドラ・カネ
- シリル・ルコント
- ロナルド・ガットマン